# Verbénone
La verbénone est un composé organique de la classe des terpénoïdes, de formule brute C10H14O, que l'on trouve naturellement dans de nombreuses plantes, notamment les verveines (Verbena) dont elle tire son nom. La molécule a une odeur plaisante, utilisée en parfumerie, et les huiles essentielles qui en contiennent sont réputées avoir des propriétés anti-inflammatoires, antimicrobiennes et décongestives, d'où son usage en phytothérapie et aromathérapie. La verbénone est également utilisée dans la lutte contre les coléoptères, particulièrement Dendroctonus frontalis, comme répulsif en raison de son rôle comme phéromone.

## Chimie
La verbénone est un dérivé monoterpénique, une cétone bicyclique. C'est le constituant principal de l'huile essentielle de romarin à verbénone (Rosmarinus verbenoniferum), à hauteur de 15 à 37 % environ. Presque insoluble dans l'eau, elle est miscible dans les solvants organiques.
La verbénone peut être synthétisée par oxydation à partir du terpène plus commun, l'α-pinène.
Elle peut être ensuite convertie en chrysanthénone par une réaction de réarrangement photoinduite :